# Inspirez expirez
 (décembre 2023).
La mise en forme du texte ne suit pas les recommandations de Wikipédia : il faut le « wikifier ».
Les points d'amélioration suivants sont les cas les plus fréquents :
- Les titres sont pré-formatés par le logiciel. Ils ne sont ni en capitales, ni en gras.
- Le texte ne doit pas être écrit en capitales (les noms de famille non plus), ni en gras, ni en italique, ni en « petit »…
- Le gras n'est utilisé que pour surligner le titre de l'article dans l'introduction, une seule fois.
- L'italique est rarement utilisé : mots en langue étrangère, titres d'œuvres, noms de bateaux, etc.
- Les citations ne sont pas en italique mais en corps de texte normal. Elles sont entourées par des guillemets français : « et ».
- Les listes à puces sont à éviter, des paragraphes rédigés étant largement préférés. Les tableaux sont à réserver à la présentation de données structurées (résultats, etc.).
- Les appels de note de bas de page (petits chiffres en exposant, introduits par l'outil «  Source ») sont à placer entre la fin de phrase et le point final[comme ça].
- Les liens internes (vers d'autres articles de Wikipédia) sont à choisir avec parcimonie. Créez des liens vers des articles approfondissant le sujet. Les termes génériques sans rapport avec le sujet sont à éviter, ainsi que les répétitions de liens vers un même terme.
- Les liens externes sont à placer uniquement dans une section « Liens externes », à la fin de l'article. Ces liens sont à choisir avec parcimonie suivant les règles définies. Si un lien sert de source à l'article, son insertion dans le texte est à faire par les notes de bas de page.
- La présentation des références doit suivre les conventions bibliographiques. Il est recommandé d'utiliser les modèles {{Ouvrage}}, {{Chapitre}}, {{Article}}, {{Lien web}} et/ou {{Bibliographie}}. Le mode d'édition visuel peut mettre en forme automatiquement les références.
- Insérer une infobox (cadre d'informations à droite) n'est pas obligatoire pour parachever la mise en page.

Pour une aide détaillée, merci de consulter Aide:Wikification.
Si vous pensez que ces points ont été résolus, vous pouvez retirer ce bandeau et améliorer la mise en forme d'un autre article.
Inspirez expirez est une série humoristique québécoise, développée par Sonia Cordeau, Katherine Levac et Jean-François Chagnon. Ceux-ci décrivent la série comme étant un mélange de Scooby-doo et le film Seven de David Fincher . Celle-ci est la première série écrite par Sonia Cordeau, qui joue également un des rôles principaux de la série, Sophie. La bande sonore originale de la série a été composée par Stefie Shock.
La première saison compte 10 épisodes de 30 minutes, diffusés sur Crave. Les épisodes sont sortis sur plusieurs semaines : le 25 octobre 2023, trois épisodes ont été publiés, suivis de deux épisodes le 1er novembre et de deux autres le 8 novembre, la série s'est conclue avec les trois derniers épisodes le 15 novembre 2023 . Inspirez expirez est une comédie du type « whodunit » qui se passe en pleine forêt durant une retraite de yoga.

## Résumé
Sophie et Vicky font partie du même groupe d'amies, mais elles sont incompatibles et le pire est qu'elles ont la même date d'anniversaire !  Celles-ci se font donner comme cadeau une retraite de yoga pour elles deux, ce qui ne fait pas leur bonheur. Quand des meurtres étranges arrivent durant la retraite de yoga, elles vont devoir unir leurs forces pour sauver leur peau et survivre .

## Fiche technique
- Diffuseur : Crave
- Concepteurs : Sonia Cordeau, Jean-François Chagnon et Katherine Levac
- Scénariste : Sonia Cordeau
- Langue originale : Français
- Réalisateur : Jean-François Chagnon
- Producteur au développement : Raphaël Martin
- Producteurs au contenu et associés : Jean-François Chagnon et Sonia Cordeau
- Productrice déléguée : Véronique Charbonneau
- Producteur : Ian Quenneville
- Producteurs exécutifs : Patricia Blais, Monique Lamoureux et Ian Quenneville
- Société de production : Avanti-Toast

- Pays d’origine : Québec, Canada

## Distribution
- Sonia Cordeau : Sophie
- Virginie Fortin : Vicky
- Édith Cochrane : Antara Yoni (Carolanne)
- Steve Laplante : Damien
- Isabelle Vincent : Paule
- Marc Labrèche : Richard
- Tony Calabretta : Frank
- Raphaëlle Lalande : Lou
- Chantal Baril : Manon
- François Ruel-Côté : Marc-Antoine
- Melania Balmaceda Venegas : Andrea
- Linda Malo : Sahara
- Katherine Levac : Geneviève
- Alice Pascual : Laura
- Étienne Lou : Sam
- Gary Boudreault : L’ermite
- Pierre Brassard : JF
- Jean-François Provençal : Le père de Lou
- Justine Ashby : Johany
- Mollie Fillion : Amélie
- Benoit Essiambre : Carl
- Lena Leroux : Océane

## Épisodes

### Première saison (2023)
1. La salutation au soleil
2. Le papillon couché
3. Le cobra
4. Le chien tête en bas
5. Shavasana
6. La cigogne
7. Le poisson
8. L’enfant
9. Le rhinocéros
10. La torsion

Deuxième saison (2025)